# 라파엘라 아파리시오
라파엘라 아파리시오(Rafaela Aparicio, 1906년 4월 9일 ~ 1996년 6월 9일)는 스페인의 배우이다.

## 출연 작품
- 남쪽 (1982)
- 엄마의 100번째 생일 (1979)
- 안나와 늑대들 (1973)
- 이상한 여행 (1964)
- 리오를 향하여 (1963)
- 레티로 파크 (1959)